# Lookin' out My Back Door
Lookin' out My Back Door är en låt av det amerikanska rockbandet Creedence Clearwater Revival skriven av bandets sångare och gitarrist John Fogerty. Låten släpptes som singel tillsammans med "Long as I Can See the Light" i juni 1970 och på albumet Cosmo's Factory som släpptes den 25 juli 1970.
Låten blev en av gruppens populäraste, men i Storbritannien, Nederländerna och Schweiz var det istället singelns andra sida "Long as I Can See the Light" som listnoterades, i USA var singeln dock dubbel a-sida. I Sverige slog låten rekord i radioprogrammet Tio i topp i och med att den var etta på listan i 10 veckor i följd. Den låg totalt 15 veckor på listan.
Låtens text är fylld med färgglada, drömska bilder, som får vissa att tro att låten handlar om narkotika. Fogerty har sagt i intervjuer att låten egentligen var skriven för hans treåriga son Josh. I låttexten nämns även countryartisten Buck Owens som var en av Fogertys inspirationskällor.
Låten ingår i soundtracket till The Big Lebowski från 1998.

## Listplaceringar
| Lista (1970) | Topplacering      |
| ------------ | ----------------- |
| Australien   | 1                 |
| Danmark      | 3 ("Pladetoppen") |
| Finland      | 16                |
| Flandern     | 4                 |
| Frankrike    | 5                 |
| Kanada       | 1                 |
| Norge        | 1 (VG-lista)      |
| Nya Zeeland  | 4 (NZ Listner)    |
| Sverige      | 6 (Kvällstoppen)  |
| Sverige      | 1 (Tio i topp)    |
| USA          | 2                 |
| Västtyskland | 1                 |
| Österrike    | 1                 |